# Zimní spartakiáda národů SSSR 1982
V. zimní spartakiáda národů SSSR se konala od 3. do 16. března 1982 v Krasnojarsku, Divnogorsku a v Norilsku v Krasnojarském kraji v Sovětském svazu. Zahajovací a závěrečný ceremoniál se konal na Centrálním stadionu v Krasnojarsku.
Ve finálových závodech soutěžilo 2500 sportovců a soutěže řídilo více než 500 rozhodčích.

## Sporty

### Rychlobruslení
Mezi ženami zvítězila Natalja Petrusjovová (Moskva) dvakrát na 500 m za 41,93 s a na 1500 m za 2:14,38, Natalja Glebovová (Kemerovská oblast na 1000 m za 1:25,42 a Olga Pleškovová (Moskva) dvakrát na 3000 m za 4:42.62 a 5000 m za 7:58,83.
Mezi muži zvítězil Anatolij Medennikov (Sverdlovská oblast) na 500 m za 38,41, když porazil Sergeje Chlebnikova (38,80), Pavel Pegov (Moskva) na 1000 m za 1:17,45, Sergej Pribytkov (Moskva) na 1500 m za 2:00,44 a Dmitrij Bočkarjov (Leningrad) dvakrát na 5000 m za 7:03,13 a na 10 000 m za 14:37,92.
Závody se uskutečnily v Divnogorsku.

### Klasické lyžování
Mezi ženami zvítězila v běhu na lyžích na 10 km Galina Kulakovová časem 37:01,9 a na 20 km Zinaida Amosovová (Sverdlovská oblast) časem 1:06:56,8. Štafetu na 4x5 km vyhrálo družstvo Moskvy ve složení Iraida Suslovová, Naděžda Šamakovová, Jevgenija Makarovová a Ljubov Ljadovanová časem 1:16:25,7.
Mezi muži zvítězil v běhu na lyžích na 15 a 30 km Jurij Burlakov (Chabarovský kraj) a na 50 km Vladimir Sachnov (Kazašská SSR) časem 2:28:56,5. Štafetu na 4x10 km vyhrálo družstvo RSFSR ve složení Vladimir Nikitin, Alexandr Zavjalov, Nikolaj Zimjatov a Jurij Burlakov.
Skoky ze sedmdesátimetrového můstku vyhrál Andrej Šakirov (Leningradská oblast).
V severské kombinaci zvítězil Alexandr Pektubajev (Běloruská SSR) ziskem 432,06 bodu, když v běžecké části na 15 km byl čtvrtý. V družstvech zvítězila trojice Murmanské oblasti ve složení M. Aljakin, A. Bobylev, M. Sorokin.

### Sjezdové lyžování
Mezi ženami zvítězila ve slalomu Ljudmila Kedrinová-Reusová (Leningrad) před Naděždou Andrejevovou (Moskevská oblast) a Larisou Fomičevovou (Kamčatská oblast). Sjezd vyhrála Natalja Perčatkinová (Ukrajinská SSR) časem 1:45,85.
Mezi muži zvítězil ve slalomu Vladimir Andrejev (Moskevská oblast) a v obřím slalomu M. Timofejev (Saratovská oblast). Sjezd vyhrál Vladimir Makejev (Kemerovská oblast) časem 1:26,54.
Slalom dokončila méně než polovina závodníků.

### Saně
Mezi ženami zvítězila Jelena Perminovová (Moskva). Mezi muži byl nejrychlejší Sergej Danilin (Moskva) a vyhrál i dvojice s Michajlem Zavjalovem časem 40,281. Závody se uskutečnily na Torgašinském hřbetu.

### Biatlon
V závodě na 10 km zvítězil Vladimir Barnašov (Omská oblast) časem 33:30,95 s jedním trestným kolem a na 20 km byl první Petr Brujenko (Ukrajinská SSR), který střílel bez chyb, časem 1:12:49. Ve štafetě vyhrála bez trestného okruhu časem 1:52:58,45 štafeta RSFSR-1 ve složení Sergej Žuravlev, Vladimir Belorusov, Vladimir Fomičev a Leonid Novikov.

### Krasobruslení
V krasobruslení zvítězila mezi ženami Anna Kondrašovová (Moskva) se čtyřmi trojitými skoky. Čtvrtá Marina Serovová předvedla jako první sovětská krasobruslařka trojitý lutz. Mezi muži vyhrál Vitalij Jegorov (Leningradská oblast). Sportovní dvojice vyhráli Inna Voljanská a Valerij Spiridonov (Moskva) a mezi tanečními páry byli nejlepší Natalja Karamyševová (Ukrajinská SSR) a Rostislav Sinicyn (Sverdlovská oblast).

### Lední hokej
Turnaj vyhrálo družstvo Moskvy, když ve finálové skupině porazilo druhou Sverdlovskou oblast 7:1, třetí Moskevskou oblast 11:3 a čtvrtou Kazašskou SSR 12:0. Hrálo se v Norilsku.